# Кармановский сельсовет (Осташёвский район)
Не путать с Кармановским сельсоветом Волоколамского района, существовавшим в 1972—1994 годах
Кармановский сельсовет — упразднённая административно-территориальная единица, существовавшая на территории Московской области до 1954 года.
Кармановский с/с создан в 1929 году путём преобразования Таршинского с/с в составе Волоколамского района Московского округа Московской области.
4 января 1939 года Кармановский с/с был передан в состав нового Осташёвского района.
4 апреля 1939 года селение Сипуново Кармановского с/с было переименовано в Рузу.
28 декабря 1951 года Кармановский с/с был упразднён. При этом его территория была передана в Тереховский с/с.